# Martti Talvela
Martti Olavi Talvela (ur. 4 lutego 1935 w Hiitoli, zm. 22 lipca 1989 w Juvie) – fiński śpiewak operowy, bas.

## Życiorys
W latach 1958–1960 uczył się w konserwatorium w Lahti, następnie był uczniem Carla Martina Ohmanna w Sztokholmie. Na scenie zadebiutował w 1960 roku w operze w Helsinkach jako Sparafucile w Rigoletcie Giuseppe Verdiego. Od 1961 do 1962 roku występował jako solista Opery Królewskiej w Sztokholmie. Od 1962 roku związany był z Deutsche Oper w Berlinie. W latach 1962–1970 regularnie gościł na festiwalu w Bayreuth, gdzie kreował role Titurela w Parsifalu, Landgrafa w Tannhäuserze, Hundinga w Walkirii i Dalanda w Holendrze tułaczu. W 1968 roku debiutował na deskach nowojorskiej Metropolitan Opera jako Wielki Inkwizytor w Don Carlosie Giuseppe Verdiego, na tej samej scenie święcił triumf w 1974 roku tytułową rolą w oryginalnej wersji Borysa Godunowa Modesta Musorgskiego. W latach 1968 i 1974–1984 występował w operach W.A. Mozarta na festiwalu w Salzburgu. Od 1972 do 1980 roku pełnił funkcję dyrektora artystycznego festiwalu operowego w Savonlinnie.
Odznaczony został medalem Pro Finlandia (1972). Zmarł na zawał serca.